# Etta James
Etta James, eigenlijk Jamesetta Hawkins (Los Angeles, 25 januari 1938 – Riverside, 20 januari 2012) was een Amerikaanse blues-, jazz-, R&B- en gospelzangeres. Ze stond ook bekend als "Miss Peaches". Haar moeder was 14 en ongetrouwd toen ze beviel van Etta, die altijd heeft geloofd dat haar vader Minnesota Fats was. Toen ze 5 jaar was, kreeg ze haar eerste muzikale training van James Earle Hines, de dirigent van het The Echoes of Eden-koor in Los Angeles.
In 1950 verhuisde haar gezin naar San Francisco, en in 1952 werd ze met haar band (het trio The Creolettes) opgemerkt door Johnny Otis. Otis werkte samen met haar en draaide de lettergrepen van haar voornaam om, zodat ze een pseudoniem zou hebben. Ze had zelf haar eerste album en eerste R&B-hit geschreven: The Wallflower (Dance with Me, Henry). Ze nam het in 1954 op met de Otis Band en Richard Berry als achtergrondzanger. Het liedje werd later een hit op de witte markt door Georgia Gibbs, herschreven als Dance with Me, Henry.
Etta bracht verscheidene hits uit voordat ze in 1960 een contract tekende met Chess Records.
Zij nam verschillende duetten op met Harvey Fuqua die grote successen werden. Zo ook At Last. Dit lied werd gebruikt in de officiële FIFA 16-trailer (2015) en verscheen samen met andere hits, zoals All I Could Do Was Cry en Trust In Me op haar eerste album At Last!.
In 1967 nam ze Tell Mama op en op de B-kant I'd rather go blind in Muscle Shoals. Haar zang werd gekenmerkt door goede technieken en sterke jazzinvloeden.
Ze kreeg in 1994 een Grammy voor haar cd Mystery Lady. Dit album is een verzameling van liedjes geïnspireerd door Billie Holiday. In 2004 won ze nog een Grammy voor beste hedendaagse bluesalbum voor Let's Roll. In 2003 ontving ze de Grammy Lifetime Achievement Award.
Voor de jongere generatie staat Etta bekend om haar Muddy Waters-cover I Just Want to Make Love to You, die gebruikt werd voor een Coca-Cola-reclame. Avicii gebruikte de sample van het lied Something's Got A Hold On Me voor zijn wereldbekende hit Levels. Dezelfde sample is gebruikt door Pretty Lights in het nummer Finally Moving.
James leed aan de ziekte van Alzheimer en aan leukemie en overleed op 73-jarige leeftijd. Ze is begraven op de Inglewood Park Cemetery in Los Angeles.

## Hitlijsten
| Single met eventuele hitnotering(en) in de Nederlandse Top 40 | Datum van verschijnen | Datum van binnenkomst | Hoogste positie | Aantal weken | Opmerkingen |
| ------------------------------------------------------------- | --------------------- | --------------------- | --------------- | ------------ | ----------- |
| I Just Want to Make Love to You                               | 1961                  | 27-04-1996            | 29              | 4            |             |

## NPO Radio 2 Top 2000
| Nummers met noteringen in de NPO Radio 2 Top 2000 | '12  | '13-'17 | '18 | '19  | '20  | '21  | '22  | '23  | '24  |
| ------------------------------------------------- | ---- | ------- | --- | ---- | ---- | ---- | ---- | ---- | ---- |
| At Last                                           | -    | -       | 858 | 1045 | 1005 | 1042 | 1048 | 1040 | 1153 |
| I Just Want to Make Love to You                   | 1928 | -       | -   | -    | -    | -    | -    | -    | -    |
| I'd Rather Go Blind                               | -    | -       | -   | 1717 | 1416 | 1380 | 1629 | 1442 | 1647 |

1. ↑  Een '-' betekent dat het nummer niet was genoteerd en een vetgedrukt getal geeft de hoogste notering van een nummer aan.
2. ↑  2012 was het eerste jaar met een notering voor Etta James.

- Bibsys: 2087833
- Biblioteca Nacional de España: XX1308942
- Bibliothèque nationale de France: cb139213745 (data)
- CiNii: DA10004132
- Gemeinsame Normdatei: 119377217
- International Standard Name Identifier: 0000 0000 8161 0628
- Library of Congress Control Number: n91126034
- MusicBrainz: e22d2f66-881e-41ca-9356-544697ee5f90
- Nationale Bibliotheek van Tsjechië: xx0023858
- Nationale Bibliotheek van Israël: 987007404804205171
- LIBRIS: 313780
- SNAC: w6nk4wv2
- Système universitaire de documentation: 080714900
- Virtual International Authority File: 85450457
- WorldCat: E39PBJwHcB7XpJfkwhBxJx4Xh3